# Omni Coliseum
Das Omni Coliseum war eine Sportarena, die sich als Teil des Omni Complex (jetzt CNN Center) in der Stadt Atlanta im US-Bundesstaat Georgia befand.
Es wurde 1972 einerseits als Heimstätte der Atlanta Flames, die im Zuge der Ligaerweiterung als Expansion Team in die NHL kamen, andererseits als solche der Atlanta Hawks in der NBA, die in diesem Jahr von St. Louis nach Atlanta übersiedelten, erbaut. Das Omni konnte ein Fassungsvermögen von 15278 Plätzen als Eishockeystadion und ein Fassungsvermögen von 16378 Plätzen für Basketballspiele und 17500 Plätze für Konzertveranstaltungen aufweisen. Die Kosten für den Bau betrugen 17 Mio. amerikanische Dollar.
Ab 1980 blieb die Arena lediglich Heimstätte der Atlanta Hawks, als die Atlanta Flames in diesem Jahr nach Calgary übersiedelten.
Neben der Funktion als Eishockey- und Basketballarena war das Omni auch noch bekannt für die Kämpfe im Profiwrestling, die dort ausgetragen wurden. Außerdem fanden an die 800 Konzerte zeit seines Bestehens dort statt, weshalb es auch Madison Square Garden des Südens genannt wurde. Bei den Olympischen Spielen 1996 wurde das olympische Volleyballturnier im Omni ausgetragen.
Nach den Olympischen Spielen wurde das Stadion im Juli 1997 abgerissen, um Platz für den Bau eines neuen Basketball- und Eishockeystadions, der 1999 eröffneten Philips Arena, zu machen. Diese wurde die Heimat der Atlanta Hawks und eines neu gegründeten NHL-Teams, der Atlanta Thrashers.